# Bogserbåten MTS Valour
Bogserbåten MTS Valour är en brittisk bogserbåt av typ Damen Schoelbuster 2308.
MTS Valour byggdes 2006 av Damen Shipyards Hardinxveld i Hardinxveld-Giessendam i Nederländerna för Marine and Towage Services i Brixham i Storbritannien. Hon har två propellrar samt bogpropeller. Hon har ett pollaredrag på 23 ton.

## Bildgalleri

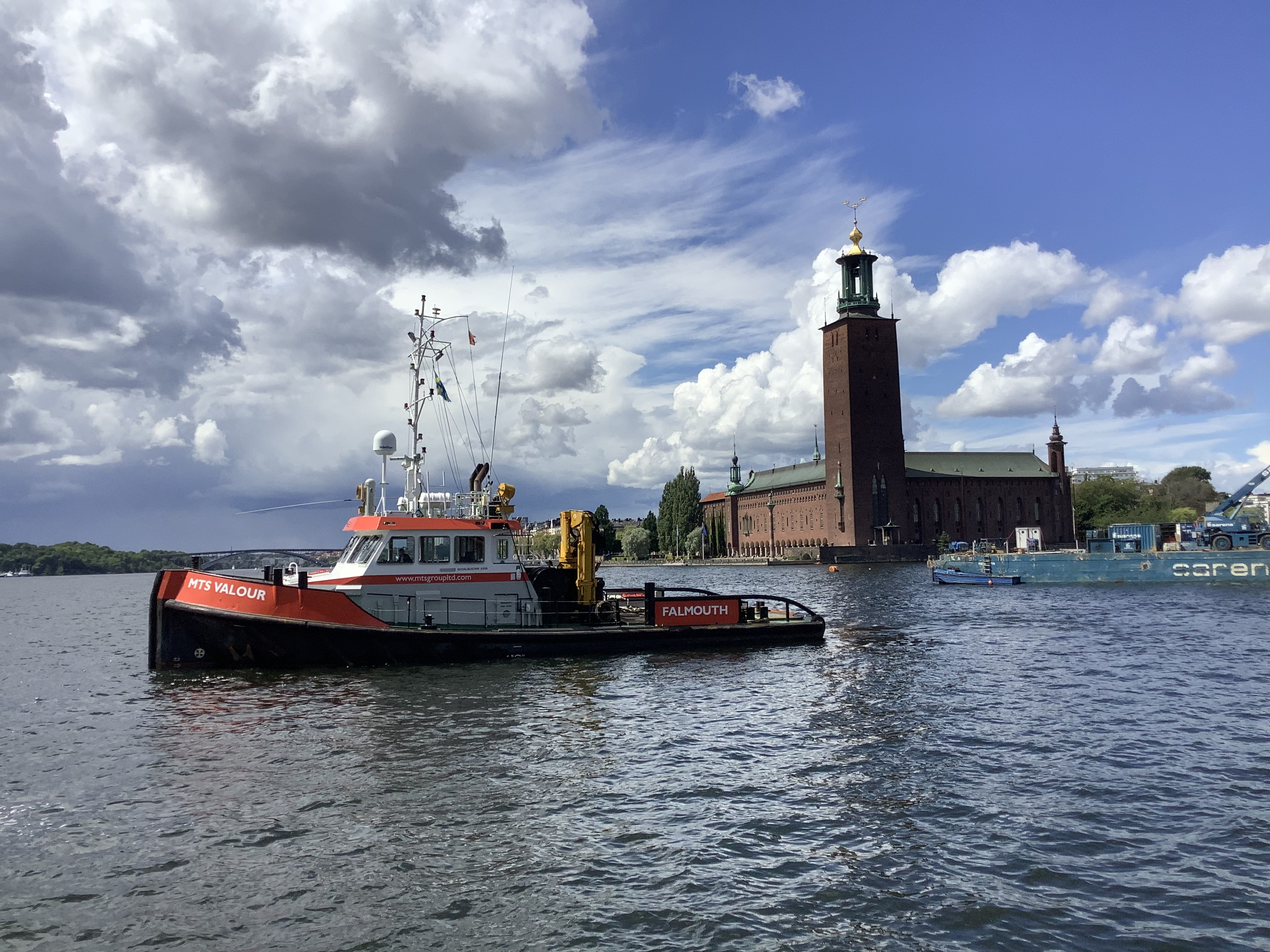
MTS Valour i Riddarfjärden i Stockholm, med Stockholms stadshus i bakgrunden.